# Rudolf Birtel
Rudolf Maria Birtel (* 28. Juni 1925 in Neunkirchen (Saar); † 15. April 2009 in Gau-Odernheim) war ein deutscher Architekt und Denkmalpfleger.

## Leben
Birtel wurde 1925 als Sohn eines Verwaltungsbeamten im saarländischen Neunkirchen geboren. Da die Mutter früh starb, wuchs Birtel vor allem bei der Großmutter mütterlicherseits auf. Die Großmutter starb 1936, der Vater 1938, sodass sich eine Tante um Birtel kümmerte. Er meldete sich freiwillig zum Militärdienst, wurde aber zum Arbeitsdienst eingezogen und musste in Eggenstein bei Karlsruhe Flak-Stellungen ausheben.
Im Alter von 18 Jahren erhielt er 1943/1944 mitten im Zweiten Weltkrieg eine Ausbildung zum Marine-Nachrichtenoffizier der Reserve bei der Kriegsmarine und wurde dann bis Ende 1944 zum Leutnant beim Heer ausgebildet. Anschließend kämpfte er bis zum Kriegsende 1945 an der Ostfront. Dreimal wurde er verwundet und erlebte das Kriegsende im Lazarett. Für seine Verdienste erhielt er das Eiserne Kreuz 1. Klasse und das silberne Verwundeten-Abzeichen.
Ab dem Wintersemester 1945/1946 studierte er an der Technischen Hochschule Karlsruhe Architektur. Schon während des Studiums begann er eine praktische Tätigkeit in Planung und Bauleitung bei der Landesversicherungsanstalt Baden in Karlsruhe. Im Jahr 1951 schloss Birtel das Studium mit der Diplom-Hauptprüfung ab. In der Folgezeit arbeitete er bis 1956 als angestellter Architekt in Neunkirchen in den Architekturbüros von Josef Wilhelm Stockhausen und Rupprecht C. Walz.
Im Oktober 1956 machte er sich als freischaffender Architekt in Neunkirchen selbstständig. Anfangs arbeitete er im elterlichen Haus, ab 1963 dann im eigenen Haus Taubenaustraße 12. Von 1972 bis 1982 arbeitete Birtel in einer Bürogemeinschaft mit dem Architekten Ernst Schäfer. Mit Schäfer gründete er die Gruppe Neun, eine Planungsgruppe freier Architekten und Ingenieure in Neunkirchen. Ab 1976 hatte Birtel einen Lehrauftrag für Baukonstruktion an der Fachhochschule des Saarlandes im Fachbereich Architektur und von 1983 bis 1995 einen Lehrauftrag für Denkmalpflege am selben Fachbereich.
Von 1983 an arbeitete Birtel wieder alleine in seinem Architektenbüro an der Taubenaustraße. Im Jahr 1994 übergab er sein Büro an den langjährigen Mitarbeiter Jürgen Strasser und zog ein Jahr später nach Gau-Odernheim, wo er 2009 starb.

## Privates
Birtel war zweimal verheiratet. Im Jahr 1952 heiratete er die Architektin Hannelore Birtel geb. Rebel, mit der er fünf Kinder hatte, im Jahr 1995 Katharina Erdelmeier geb. Schlick.

## Auszeichnungen
- 1990: Verleihung der Silbernen Halbkugel durch das Deutsche Nationalkomitee für Denkmalschutz für seine Verdienste um die Industriedenkmalpflege[2]
- 1994: Verleihung des Saarländischen Denkmalpflegepreises[2]

## Bauten (Auswahl)
- Herz-Jesu-Kirche in Neunkirchen/Saar
- 1956: Einfamilienwohnhaus in Neunkirchen-Kohlhof, Niederbexbacher Straße 100
- 1957: Evangelisches Gemeindezentrum in Ottweiler
- 1959: Renovierung der Christkönig-Kirche in Güdesweiler
- 1959: Filialkirche Maria Königin in Vierherrenborn
- 1960: Mehrfamilienwohnhaus in Neunkirchen, Mendelsohnstraße 45
- 1960: Wohnhaus mit Ausstellungsraum in Landsweiler-Reden, Hauptstraße 131
- 1962: Katholischer Kindergarten St. Marien in Neunkirchen
- 1962: Wohn- und Geschäftshaus in Landsweiler, Kirchenstraße 13
- 1965–1966: Katholischer Kindergarten St. Vincenz in Neunkirchen
- 1968: Sanierung der Kirche Mariä Geburt in Ottweiler
- 1972: Sanierung und Neugestaltung der Kirche St. Wendalinus in Oberzerf
- 1974: Instandsetzung und Wiederaufbau des Hofguts Furpach
- 1975–1976: Umbau und Renovierung des Alten Rathauses in Ottweiler (mit Gestaltung des Rathausplatzes)
- 1978–1982: Schulzentrum Ottweiler (Anton-Hansen-Schule, Haupt- und Realschule)
- 1980: Bebauung des Knappschaftsgeländes in Neunkirchen
- 1982: Wohnanlage auf dem Hofgut Furpach
- 1986: Innenrenovierung und liturgische Neugestaltung der katholischen Pfarrkirche Hl. Dreifaltigkeit in Wiebelskirchen
- 1986: Steinsanierung und Erneuerung der katholischen Kirche in Ottweiler-Fürth
- 1989–1991: Betonsanierung und neues Vordach der Kirche St. Pius in Neunkirchen
- 1991: Sanierung des Wohnteiles im Hofgut La Motte
- 1993: Sanierung und Umnutzung der alten evangelischen Kirche (Stengelkirche) in Neunkirchen-Wellesweiler
- 1993–1994: Wohn- und Geschäftshaus in Neunkirchen, Pasteurstraße 8–10
- 1996: Innenrenovierung und Ausmalung der Kirche St. Rufus in Gau-Odernheim

## Schriften
- mit  Bernhard Focht, Günter Follmar: Architekturführer Saarland. Verlag „Die Mitte“, Saarbrücken 1982, ISBN 3-921236-39-8.
- mit Heinz Gillenberg: Neunkircher Hüttenhäuser. (= Neunkircher Hefte, Heft 8.) Neunkirchen 1986.
- mit Karl Kirsch: Saarländische Arbeiterhausfibel. Anregungen und Hinweise für die Restaurierung saarländischer Arbeiterhäuser. Staatliches Konservatoramt, Saarbrücken 1986.